# مارکتل
مارکتل (به آلمانی: Marktl) یک شهر در آلمان است که در بایرن واقع شده‌است.

## خصوصیات
مارکتل ۲۷٫۸۴ کیلومترمربع مساحت دارد ۳۶۴ متر بالاتر از سطح دریا واقع شده‌است.

## خواهرخوانده
شهرهای Wadowice، Gönnheim، سان جووانی روتوندو و سوتو ایل مونته خواهرخوانده‌های مارکتل هستند.